# ボルボ・FE
FEは、スウェーデンの商用車メーカーであるボルボ・トラックスにより生産・販売されるキャブオーバー型中型トラック、およびセミトラクタである。
同社の中型、および大型トラックであるFLの上位車種として位置付けられており、大韓民国ではボルボ・トラックス・コリアにより販売される。

## 初代（2006年 - 2013年）
2006年に登場。FLと搭載エンジン、ギアボックスを共有する。キャビンはデイキャブ、コンフォートキャブ、スリーパーキャブを設定。全てがスウェーデンにおいて実施される衝突試験とボルボにおいて実施されるバリア試験、ヘッド衝撃試験にテストされ、合格している。

### エンジン
コモンレール式燃料噴射装置を装備する、240/280/320馬力を発揮するドイツ・D7E型ディーゼルエンジンを搭載。ユーロ3排出ガス規制とユーロ4排出ガス規制に適合しており、尿素SCRシステムを搭載する。
コモンレールをリザーバーとして使用し、噴射圧力1600気圧までの燃料をインジェクターに供給する。このシステムはMAN、DAF、イヴェコ、メルセデス・ベンツ等においても、8.0Lディーゼルエンジンに使用される。
設計は他のボルボ製エンジンに倣い、タイミングギアを後方に配置する事で、エンジン周辺の空気の流れを良くする。ブレーキシステムは、スタンドアローンのバタフライ式排気ブレーキとジェイコブス・ビークル・システムズ製JAK一体型圧縮開放ブレーキの2種が用意される。制動出力は、排気ブレーキ装着車が177PS（130kW）/2800rpm、圧縮解放ブレーキ装着車が最大256PS（188kW）/2800rpmである。

### トランスミッション
ZF・ZTO1109型9速MTとアリソン製ATの両方が用意される。ダイレクトシフト型6速オーバードライブは、240PS（179kW）と260PS（194kW）エンジンに搭載される。ダブルH型9速オーバードライブは、セミトラクタとGCMが重い車型にのみ搭載される。
アリソン製ATに関しては、6速トップ2型オーバードライブを採用する電子制御式MD3060型、AL306型の2種を用意。共に制動トルクは1,700N･m（1,253.9lb･ft）の油圧式リターダーをオプション設定する。

### ブレーキ・エアシステム
ブレーキシステムは、EBSを搭載するボルボ・FH/FMと類似しているが、複合エアドライヤシステムのAPM（Air Production Management、エア・プロダクション・マネジメント）が導入された。APMは、エアドライヤ、レギュレータ、マルチプロテクションバルブ、圧力制御バルブ、圧力センサ、ブロックバルブを装備しており、電子制御される。利点としては、エア漏れや電気コネクタの故障のリスクわ低減させ、別個の部品数の削減にも繋がる。

### シャシ
フレーム高はカーゴやバン等の一般輸送用とダンプやミキサー等の建設運搬用の2種を用意。サスペンションはフルエアブレーキ、フロントパラボリックリーフスプリング/リアエアバッグ、フロントパラボリックリーフスプリング/リアSパラボリックスプリングの3種を選択可能である。駆動方式は4x2、6x2、6x4であり、デフロックが標準装備され、シングルおよびハブリダクション共に幅広いリアアクスル比が選択可能である。

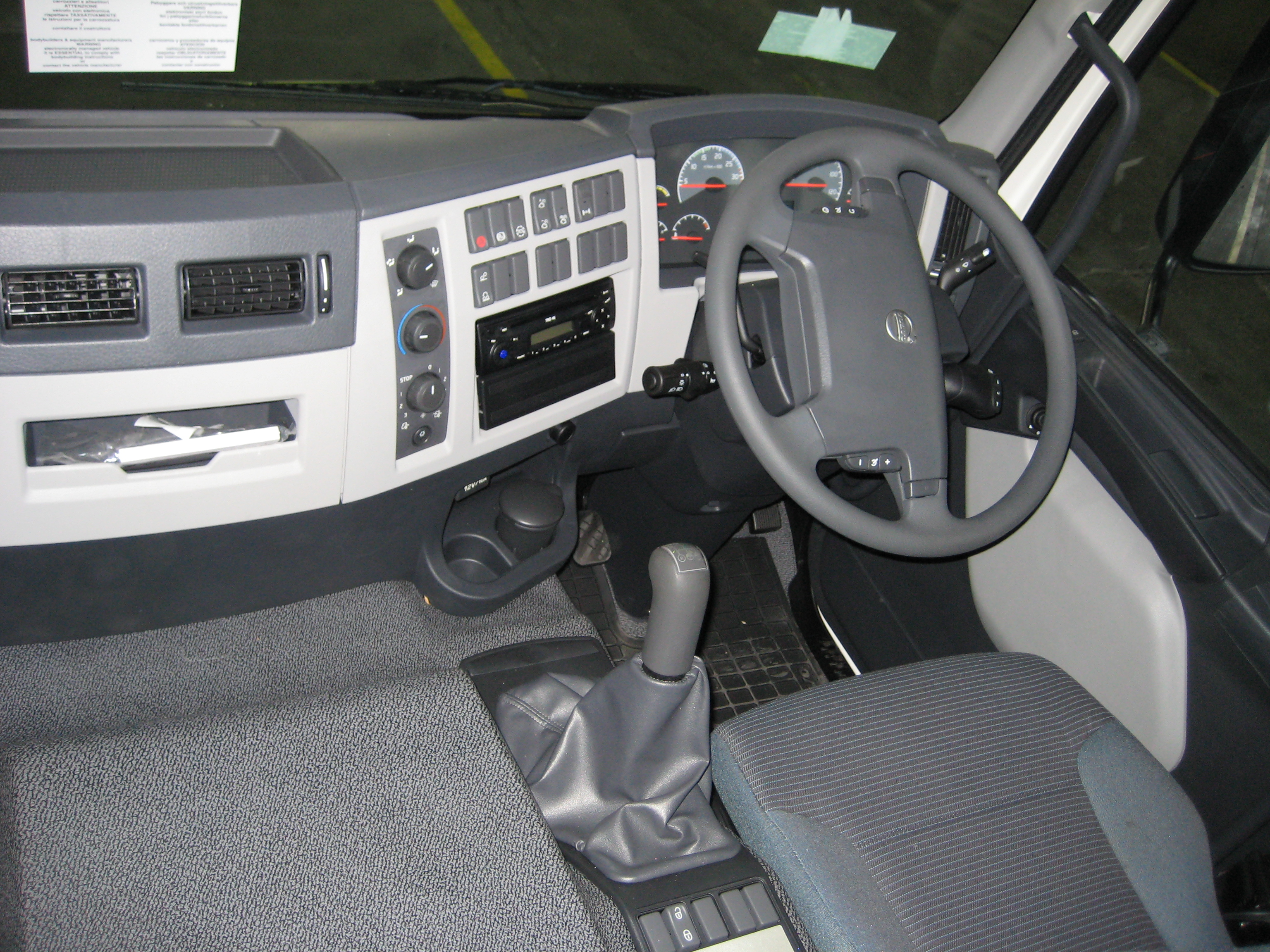
初代2008年式（インテリア）

## 2代目（2013年 - 現在）
2013年5月14日に新型FLと共にフルモデルチェンジを実施した2代目が、ニューFEとして発表された。新機能としては、I-シフト型ATの搭載、ドライバーが車線を維持する際に支援するESP（Electronic Stability Program、エレクトロニック・スタビリティ・プログラム）の搭載が挙げられる。
2代目の搭載エンジンは、ユーロ6排出ガス規制に適合する7.7L 6気筒D8K型ディーゼルエンジンであり、250/280/320馬力を発揮する。また、2017年6月20日に350馬力発揮車もオプション設定された。

## FEエレクトリック
ボルボ・トラックスは、ハイブリッド仕様のFEエレクトリックを発表した。エレクトリックエンジンにより1.5kmの走行が可能である。また市街地において走行する場合は、オランダにおけるクワイエットトラックの認定を受けている。